# 보타푸메이로

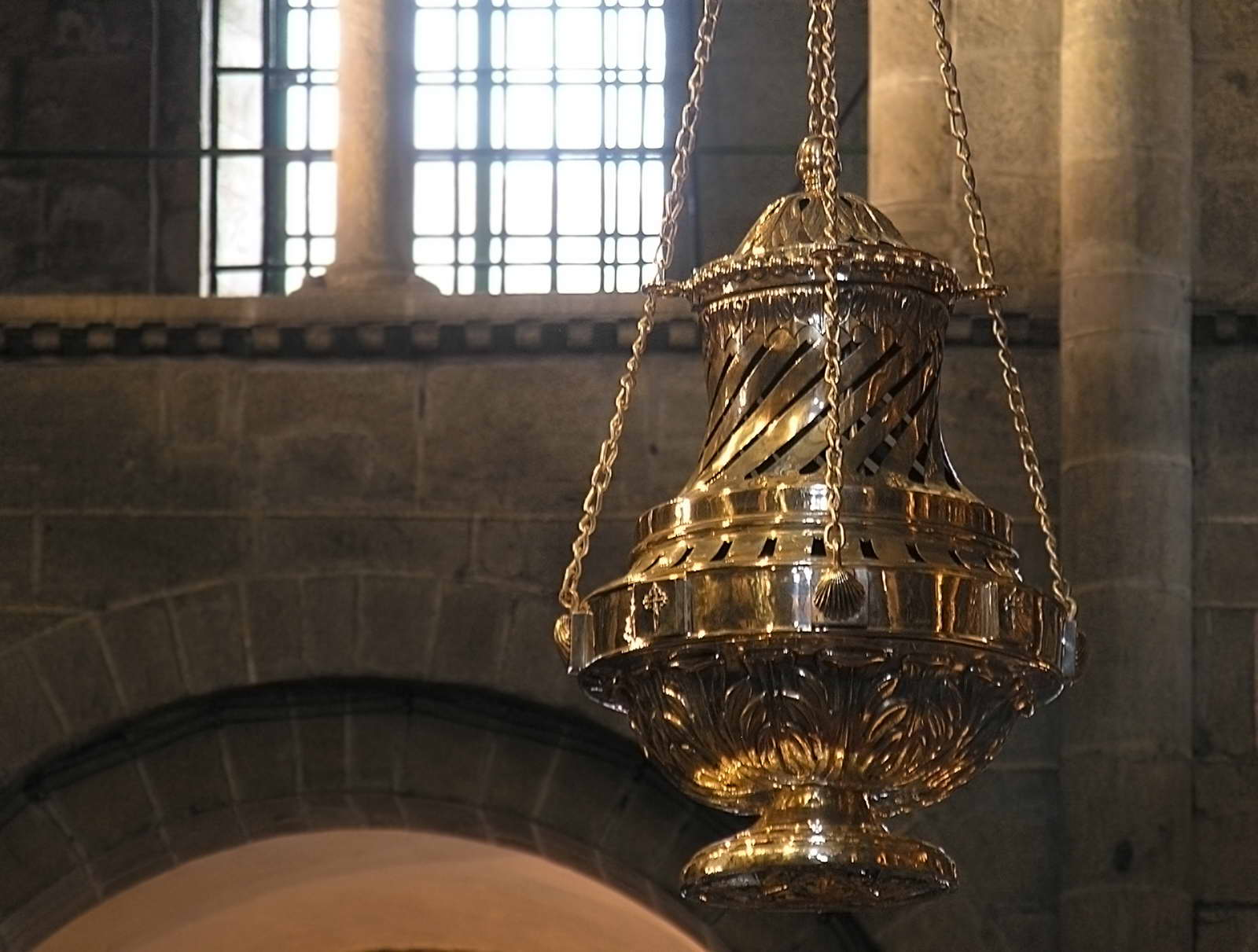
산티아고 데 콤포스텔라 대성당의 보타푸메이로.

보타푸메이로(Botafumeiro→연기 방출기를 의미)는 스페인의 산티아고데콤포스텔라 대성당에 있는 거대한 향로를 말한다. 이 향로는 산티아고 데 콤포스텔라 대성당의 더욱 널리 알려진 유명한 상징물 가운데 하나이다.
이 거대한 향로를 대성당 내부에 매달아 좌우로 흔들며 분향하는 장면은 널리 알려져 있다.